# Adam Waleskowski
Adam Waleskowski, né le 19 novembre 1982 à Cap-Girardeau (Missouri), est un joueur de basket-ball allemand d'origine américaine, naturalisé en 2007. Il mesure 2,03 m et évolue au poste d'ailier fort.

## Biographie
Le 10 janvier 2009, il signe avec le club chypriote d'Achilleas Kaïmakliou (it)
. Le 22 avril 2009, il revient au France chez le Besançon Basket Comté Doubs pour remplacer Antwan Hoard blessé jusqu'à la fin de la saison 2008-2009.
Pour la saison 2009-2010, il revient à l'Achilleas Kaïmakliou (it).
Le 11 juillet 2010, il signe en Allemagne au BG 74 Göttingen.
En mars 2012, il signe avec le club slovaque de Onyx Levice.
Pour la saison 2012-2013, il signe en Allemagne au Düsseldorf Baskets (en).
Le 3 juillet 2013, il reste en Allemagne où il signe au MHP Riesen Ludwigsburg. Le 27 mai 2014, il prolonge son contrat avec le club allemand. Le 11 septembre 2015, il prolonge de nouveau son contrat avec Ludwigsburg.

## Clubs
- 2001-2005 :  Seminoles de l'université d'État de Floride (NCAA)
- 2005-2006 :  Erdgas Ehingen/Urspringschule (en) (Bundesliga 2)
- 2006-2007 :
  - 2006-2007 :  Erdgas Ehingen/Urspringschule (en) (Bundesliga 2)
  - 2007 :  Étendard de Brest (Pro B)
- 2007-2008 :  Besançon Basket Comté Doubs (Pro B)
- 2008-2009 :
  - 2008 :  Jeunesse sportive des Fontenelles de Nanterre (Pro B)
  - 2009 :  Achilleas Kaïmakliou (it) (Chypre)
  - 2009 :  Besançon Basket Comté Doubs (Pro A)
- 2009-2010 :  Achilleas Kaïmakliou (it) (Chypre)
- 2010-2011 :  BG 74 Göttingen
- 2011-2012 :
  - 2011 :  Apóllon Limassol BC (Chypre)
  - 2012 :  Onyx Levice
- 2012-2013 :  Sigal Prishtina
- 2013 :  Düsseldorf Baskets (en)
- depuis 2013 :  MHP Riesen Ludwigsburg (Bundesliga)

## Palmarès
- Champion de France Pro B en 2008